# Blodsvept
Albums de Finntroll
Nifelvind
(2010)
Blodsvept (en français : Enveloppé de sang) est le sixième album studio du groupe de folk metal finlandais, Finntroll, sorti le 23 mars 2013. L'album comprend des œuvres d'art réalisées par le guitariste Samuli "Skrymer" Ponsimaa, incluant une peinture pour chaque chanson de l'album.

## Liste des chansons
Toutes les chansons sont écrites et composées par Finntroll.
| No  | Titre                | Traduction                     | Durée |
| --- | -------------------- | ------------------------------ | ----- |
| 1.  | Blodsvept            | Enveloppé de sang              | 4:29  |
| 2.  | Ett Folk Förbannat   | Un peuple maudit               | 3:23  |
| 3.  | När Jättar Marschera | Quand les géants marchent      | 4:07  |
| 4.  | Mordminnen           | Souvenirs de meurtre           | 3:24  |
| 5.  | Rösets Kung          | Roi du cairn                   | 3:15  |
| 6.  | Skövlarens Död       | Mort du dépensier              | 3:44  |
| 7.  | Skogsdotter          | Fille de la forêt              | 4:53  |
| 8.  | Häxbrygd             | Bouillon de sorcière           | 3:52  |
| 9.  | Två Ormar            | Deux serpents                  | 3:17  |
| 10. | Fanskapsfylld        | Rempli de diablerie            | 2:57  |
| 11. | Midvinterdraken      | Le dragon du milieu de l'hiver | 5:37  |

## Enregistrement
- Mathias "Vreth" Lillmåns – Chant
- Samuli "Skrymer" Ponsimaa – Guitare
- Mikael "Routa" Karlbom – Guitare
- Sami "Tundra" Uusitalo – Basse
- Samu "Beast Dominator" Ruotsalainen – Batterie
- Henri "Trollhorn" Sorvali – Claviers
- Aleksi "Virta" Virta - claviers
- Jan "Katla" Jämsen – Paroles